# Región del Øresund

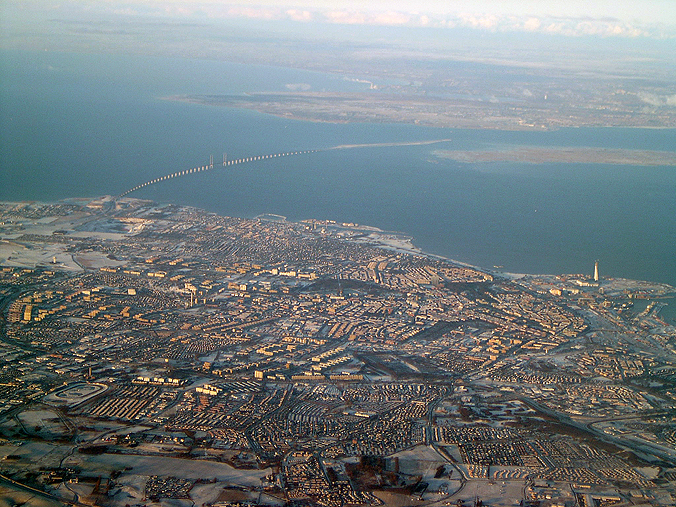
El estrecho de Øresund con Malmö en primer plano, Copenhague al fondo y el puente de Øresund en medio.

La región de Øresund o del Öresund (en danés: Øresundsregionen, en sueco: Öresundsregionen) es una región transnacional que tiene como centros las ciudades de Copenhague, en Dinamarca, y Malmö, en Suecia, y que comprende las regiones Capital y Selandia —en el lado danés— y la provincia de Escania —en el lado sueco—. También se conoce como área metropolitana de Copenhague-Malmö, aunque es más bien una región de cooperación, puesto que muchas de las zonas que comprende están dispersas y poco pobladas como para ser consideradas un área metropolitana funcional. Debe su nombre al estrecho de Øresund, que separa ambas ciudades, que permanecen conectadas mediante el puente de Øresund.
Cuenta con una superficie de 20 869 km² y una población de 3 732 000 habitantes según datos de 2010, de los cuales aproximadamente un tercio son suecos y dos tercios daneses. Si solo se tienen en cuenta las áreas metropolitanas de Copenhague y Malmö por separado —y por lo tanto, una definición más exacta de área metropolitana conjunta—, la población total es de unos 2,4 millones de habitantes en una superficie de 5082 km².[cita requerida]
La región de Øresund tiene como objetivo la promoción y el desarrollo económico, cultural, científico y turístico de ambas partes.

## Demografía

Mapa de la región del Øresund

Teniendo en cuenta las ciudades de Copenhague y Malmö, se puede hablar de un área metropolitana continua por tres razones: la separación entre ellas es de 20 km en su punto más cercano, desde julio del 2000 están unidas por el puente de Øresund, que cuenta con una autovía y una vía férrea, y ambos países están adheridos desde 1996 al Acuerdo de Schengen, que permite la libre circulación de personas y bienes por sus fronteras.
| Región                           | Población | Superficie (km²) | Densidad (hab/km²) |
| -------------------------------- | --------- | ---------------- | ------------------ |
| Área metropolitana de Copenhague | 1 713 624 | 2561             | 669,1              |
| Área metropolitana de Malmö      | 689 206   | 3632             | 271,8              |
| TOTAL                            | 2 402 830 | 6193             | 388                |

| Región              | Población (2004) | Superficie (km²) | Densidad (hab/km²) |
| ------------------- | ---------------- | ---------------- | ------------------ |
| Región Capital      | 1 823 109        | 2864             | 636,5              |
| Selandia            | 608 036          | 6970             | 87,2               |
| Total parte danesa  | 2 431 145        | 9834             | 247,2              |
| Sur de Escania      | 683 886          | 2680             | 255,1              |
| Oeste de Escania    | 305 982          | 2730             | 112,1              |
| Nordeste de Escania | 162 829          | 3705             | 43,9               |
| Total parte sueca   | 1 125 697        | 11 035           | 102,0              |
| TOTAL               | 3 583 842        | 20 869           | 171,7              |